# 崇五都戰鬥
崇五都戰鬥發生於1933年12月12日，地點則是在中國江西宜黃。是第一次国共内战主要戰鬥之一。該戰鬥交戰一方為中華民國國民革命軍，另一方則為中國共產黨所領導之中國工農紅軍。戰鬥末了，攻擊的紅軍未能取得勝利。